# Amaea iwaotakii
Amaea iwaotakii is een slakkensoort uit de familie van de Epitoniidae. De wetenschappelijke naam van de soort is voor het eerst geldig gepubliceerd in 1961 door Azuma.